# Kristine Nielsen
Kristine E. Nielsen (Bethesda, 28 maggio 1955) è un'attrice statunitense.

## Biografia
Nata a Bethesda e cresciuta a Washington, ha studiato recitazione all'Università Northwestern e Yale, dove è stata compagna di studi di Frances McDormand e Tony Shalhoub.
È nota soprattutto come interprete teatrale e apprezzata interprete di drammi e commedie a Broadway, tra cui: Enrico V (1984), Un tram che si chiama Desiderio (2005), Le relazioni pericolose (2008) e Vanya e Sonia e Masha e Spike (2013). Ha anche recitato in due musical: Spring Awakening (2008) e Bloody Bloody Andrew Jackson (2010). Per le sue interpretazioni ha vinto un Obie Award, un Outer Critics Circle Award ed è stata candidata a un Drama Desk Award e due Tony Award.
Inoltre ha recitato in alcuni film e numerose serie televisive, tra cui The Good Fight e The Gilded Age nel ruolo della signora Bauer.

## Filmografia (parziale)

### Cinema
- Criminali da strapazzo (Criminali da strapazzo), regia di Woody Allen (2000)
- La famiglia Savage (The Savages), regia di Tamara Jenkins (2007)
- Il buongiorno del mattino (Morning Glory), regia di Roger Michell (2010)
- Son, regia di Ivan Kavanagh (2021)
- Coup!, regia di Austin Stark e Joseph Schuman (2023)

### Televisione
- I racconti della cripta (Tales from the Crypt) – serie TV, 2x15 (1990)
- Law & Order - I due volti della giustizia (Law & Order) – serie TV, 2x06 (1991)
- Law & Order: Criminal Intent – serie TV, 1x08 (2001)
- Squadra emergenza (Third Watch) – serie TV, 3x12 (2002)
- Conviction – serie TV, episodio 1x03 (2006)
- Political Animals – serie TV, 3 episodi (2012)
- Elementary – serie TV, 4x07 (2016)
- Z - L'inizio di tutto (Z: The Beginning of Everything) – serie TV, 7 episodi (2015-2017)
- Great Performances – serie TV, 45x4 (2018)
- Little Voice – serie TV, 1x03 (2019)
- Blue Bloods – serie TV, 11x05 (2021)
- Prodigal Son – serie TV, 2x07 (2021)
- FBI: Most Wanted – serie TV, 2x09 (2021)
- The Good Fight – serie TV, 5x07 (2021)
- The Gilded Age – serie TV (2022-in corso)

## Teatro (parziale)
- Enrico V di William Shakespeare, regia di Joseph Papp. Delacorte Theater dell'Off-Broadway (1984)
- Arriva l'uomo del ghiaccio di Eugene O'Neill, regia di José Quintero. Lunt-Fontanne Theatre di Broadway (1985)
- Come vi piace di William Shakespeare, regia di John Tillinger. Claire Tow Stage di New Haven (1995)
- Misura per misura di William Shakespeare, regia di Barry Kyle. Theater at St. Clements di New York (1996)
- Camino Real di Tennessee Williams, regia di Nicholas Martin. Williamstown Theatre Festival di Williamstown (1999)
- La famiglia Antrobus di Thornton Wilder, regia di Darko Tresnjak. Williamstown Theatre Festival di Williamstown (2000)
- Il racconto d'inverno di William Shakespeare, regia di Darko Tresnjak. Williamstown Theatre Festival di Williamstown (2001)
- Picnic di William Inge, regia di Irene Lewis. Head Theatre di Baltimora (2004)
- Un tram che si chiama Desiderio di Tennessee Williams, regia di Edward Hall. Studio 54 di Broadway (2005)
- Romeo e Giulietta di William Shakespeare, regia di Will Frears. Williamstown Theatre Festival di Williamstown (2006)
- Spring Awakening, libretto di Steven Sater, colonna sonora di Duncan Sheik, regia di Michael Mayer. Eugene O'Neill Theatre di Broadway (2007)
- Les Liaisons Dangereuses di Christopher Hampton, regia di Rufus Norris. American Airlines Theatre di Broadway (2008)
- Ella si umilia per vincere di Oliver Goldsmith, regia di Nicholas Martin. McCarter Theatre di Princeton (2009)
- Arsenico e vecchi merletti di Joseph Kesselring. Guthrie Theater di Minneapolis (2011)
- I rivali di Richard Brinsley Sheridan. Pearlstone Theater di Baltimora (2011)
- Anna Christie di Eugene O'Neill, regia di Daniel Goldstein. Sheryl and Harvey White Theatre di San Diego (2012)
- Vanya and Sonia and Masha and Spike di Christopher Durang, regia di Nicholas Martin. John Golden Theatre di Broadway (2012)
- You Can't Take It with You di Moss Hart e George S. Kaufman, regia di Scott Ellis. Longacre Theatre di Broadway (2014)
- Sogno di una notte di mezza estate di William Shakespeare, regia di Lear deBessonet e Chase Brock. Delacorte Theatre dell'Off-Broadway (2017)
- Il divo Garry di Noël Coward, regia di Moritz von Stuelpnagel. St James Theatre di Broadway (2017)
- Gary: A Sequel to Titus Andronicus di Taylor Mac, regia di George C. Wolfe. Booth Theatre di Broadway (2019)
- The Young Man from Atlanta di Horton Foote, regia di Michael Wilson. Signature Center dell'Off-Broadway (2019)
- It's Only a Play di Terrence McNally, regia di Kevin Cahoon. Elizabeth Ross Johnson Theater di New Brunswick (2021)
- Infinite Life di Annie Baker, regia di James Macdonald. Linda Gross Theater dell'Off-Broadway, National Theatre di Londra (2023)

## Doppiatrici italiane
Nelle versioni in italiano delle opere in cui ha recitato, Kristine Nielsen è stata doppiata da:
- Mirta Pepe in Blue Bloods, FBI: Most Wanted
- Germana Dominici ne I racconti della cripta
- Cristina Giolitti in Law & Order: Criminal Intent
- Rossella Izzo in Z - L'inizio di tutto
- Giovanna Martinuzzi in The Gilded Age